# Maxwell Render
Maxwell Renderはスペインのマドリード州にあるNext Limit Technologiesにより開発された不偏3Dレンダーエンジンである。この単体ソフトウェアは、映画、アニメーション及びVFX業界や、建築及び製品デザイン可視化で使用されている。また、3D/CAD及びポストプロダクション向けアプリケーション用の様々なプラグインを提供している。

## 概要
メトロポリス光輸送の変形物を基にした大域照明 (GI)アルゴリズムを利用するMaxwell Renderは、二年間の内部開発の後、2004年12月に初期アルファ版として公開された。Next Limit Technologiesは2015年10月にMaxwell Render V3.2をリリースした。
この物理的に正確なレンダリングエンジンは、元々アニメーション及びVFX用のツールとして使われていた。Maxwell RenderのトレードマークであるMultilight機能 (リアルタイムに光の強さと色を変更することが可能)は、フィーチャー映画「ベンジャミン・バトン 数奇な人生」で使われていた。

## 一般的機能
物理ベースの長点
- 正確さ
- 高度なレイトレーシング
- 物理的な空
- 高速なシーンのセットアップ

マルチライト
FIRE: 高速なインタラクティブレンダリング
- ライティング、マテリアル、カメラ設定の調整時の即時フィードマック

マテリアル
リアルなカメラモデル
- 実カメラのパラメータ: f-Stop、焦点距離、シャッター速度、ISO、フィルムサイズ、絞り羽根

メモリーを節約するインスタンス
正確な3Dモーションブラー
髪、芝および毛
- 多くの髪システムとの互換性: MayaのShave and a Haircut、Maya hair、3ds Maxのhair、CINEMAのhair、Ornatrix

ボリューメトリック
パーティクルレンダリング
- RealFlowソフトウェアとの連携
- Maxwell Sea (海)

業界標準の対応
- Alembic
- ディープコンポジット
- PixarのOpenSubdiv
- Pythonスクリプト

ネットワークレンダリング
ポストプロダクション
- ポストプロダクション用プラグイン
- チャンネル
- カスタムアルファ

## 他のソフトウェアとの相互関係
Maxwell Render for SketchUp はMaxwell Renderの簡易版であり、SketchUpソフトウェアアプリケーションに完全に統合されている。ユーザーはカメラ、ライティング及び環境の設定が可能であり、SketchUpまたはMaxwellのMXMマテリアルを適用でき、画像ファイルをレンダリング及び保存できる。これはプロダクトデザイン、建築およびエンジニアリング可視化で広く使用される。

## プラグイン
3Dアプリケーション用プラグイン
- Maya
- Rhinoceros 3D
- SketchUp
- Graphisoft ArchiCAD
- 3ds Max
- CINEMA 4D
- FormZ

廃止されたプラグイン
- Houdini[8][9]
- Blender (サードパーティー)[8][9]
- LightWave[8][9]
- solidThinking (サードパーティー)[8][9]
- Softimage[8][9]
- MODO[8][9]
- SolidWorks[8][9]
- iCad3D+[8][9]
- Revit[8][9]

## バージョン履歴
| 2004 | Maxwell Render Alpha version                                            |
| 2005 | Maxwell Render Beta version                                             |
| 2006 | Maxwell Render 1.0 Maxwell Render 1.1                                   |
| 2007 | Maxwell Render 1.5 Maxwell Render 1.6 Maxwell Render 1.6.1              |
| 2008 | Maxwell Render 1.7                                                      |
| 2009 | Maxwell Render 2.0                                                      |
| 2011 | Maxwell Render Suite 2.6 Maxwell for Google SketchUp                    |
| 2012 | Maxwell Render 2.7 Maxwell Render Learning Edition Maxwell Render 2.6.1 |
| 2013 | Maxwell for SketchUp Maxwell Render 3.0                                 |
| 2014 | Maxwell Render 3.0.1 Maxwell Render 3.0.1.1 beta                        |
| 2015 | Maxwell Render 3.1 Maxwell Render 3.1.0.2 Maxwell Render 3.2            |